# Israels tio försvunna stammar

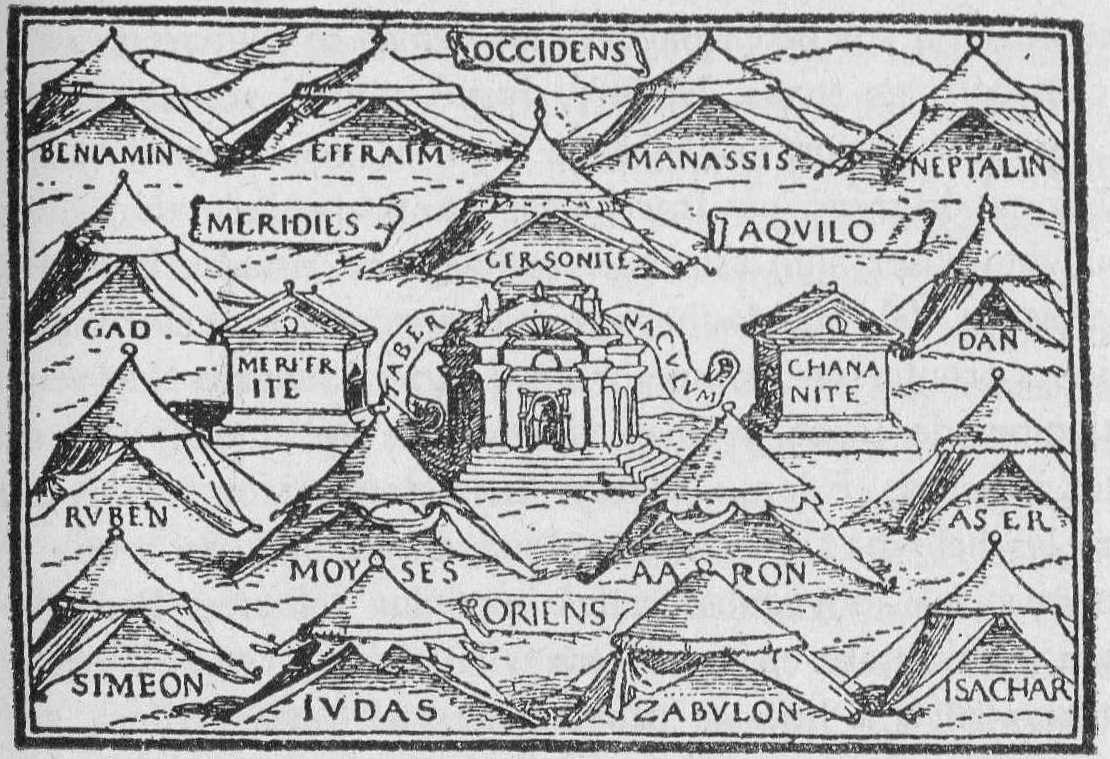
De tio försvunna stammarna, av Holbein. Ur Manual de la Historia Judía av Simon Dubnow (1977), s. 59.

Israels tio försvunna stammar var de tio israelitiska stammar som enligt Bibeln utgjorde kungariket Israel åren ca 925–722 f.Kr. då de fördes bort från Kungariket Israel av assyrierna. Många judiska grupper har doktriner som rör den fortsatt dolda förekomsten av dessa stammar. Detta är en fråga som delvis grundar sig på bestyrkta och dokumenterade historiska fakta, delvis på religiösa skriftliga traditioner och delvis på spekulationer. Det finns en stor mängd litteratur om de försvunna stammarna.

## Historik

### Enligt Bibeln
Enligt Tanakh, övertaget av kristendomen till Bibelns Gamla testamente, hade patriarken Jakob (som sedan fick namnet Israel) tolv söner;  Ruben, Simon (Simeon), Juda, Isaskar, Sebulon, Dan, Naftali, Gad, Asher, Benjamin, Efraim och Manasse. Det är dessa som gett upphov till Israels tolv stammar. Levi räknas inte som en stam och Josef ersattes av sina söner Efraim och Manasse.
Omkring år 1050 f.Kr. grundade kung Saul kungariket Israel som bestod av dessa tolv stammar. Ungefär 125 år senare delades riket då stammarna Juda och Simeon samt en del av Benjamins stam bröt sig loss och bildade ett eget kungarike kallat Juda. Israel fortsatte sedan att existera fram till år 722 f.Kr. då riket intogs av assyriska styrkor. Folkets ledare och de flesta av de övriga israeliterna deporterades och försvann ur historien. Kungariket Israel fanns inte längre och de tio stammarnas kända historia upphörde. Simeon gick å sin sida upp i Juda och upphörde så småningom som en separat stam.

### Enligt andra historiska källor
År 722 f.Kr. erövrade assyrierna kungariket Israels huvudstad Samaria. Det ledande befolkningsskiktet deporterades (österut), och riket omvandlades till en assyrisk provins.